# 辰巳佳太
辰巳 佳太（たつみ けいた、本名：堀田辰己、1965年12月17日 - ）は、日本のキャスティングプロデューサー、俳優。所属事務所はケイズファクトリー。身長172cm、血液型O型。鹿児島実業高等学校卒業、同校サッカー部OB。

## 人物
- 長所はくよくよしないところ。
- 短所は深酒すると記憶を無くすところ。
- 特技は薩摩弁指導、殺陣、書道、アクション、方言。
- 自称、鹿児島宣伝大使。
- 三浦和義と親交があり、2008年の三浦の逮捕時には支援を求め秋葉原で募金活動を行った[1]。

## 出演

### 映画
- 溺れる魚（2001年）
- 修羅のみち1 関東vs関西 全面戦争勃発（2001年）- 安田富夫
- 親分はイエス様（2001年）- 小島史郎
- 雀鬼くずれ（2002年）
- 修羅の群れ（2002年）- 田中圭
- すてごろ 梶原三兄弟激動昭和史（2003年）
- るにん（2004年）
- 歌舞伎町案内人（2005年）
- パイルドライバー（2005年）
- 涙でいっぱいになったペットボトル（2007）
- 病葉流れて（2007年）
- 哀憑歌 〜CHI-MANAKO〜（2008年）
- 灯台（2008年）
- 光る（2009年）

### Vシネマ
- 真・雀鬼2 麻雀無法地帯（1999年）- 鮫島手下
- 雀狼伝2（2000年）
- 新・広島やくざ戦争 武闘派列伝 伝説の広島極道 山上功治の生涯（2002年）- クボデラ
- 関西極道 流血の抗争史 哀愁の刃編（2008年） - 山垣組島金組盛龍会組員
- 修羅之魂 侠客立志編（2008年） - 東真会幹事長 宝田敏行
- ニッポン非合法地帯2（2009年）

### テレビ
- NHKヒットステージ（歌手時代）
- 世にも奇妙な物語
- はみだし刑事情熱系（ゲスト出演）
- ブラック・ジャックIII
- 篝警部補の事件簿

## キャスティングプロデューサー

### 映画
- 首領への道（2003年）
- すてごろ 梶原三兄弟激動昭和史（2003年）
- 龍神 LEGENDARY DRAGON（2004年）
- 喧嘩高校軍団 特攻!國士義塾VS.朝高（2009年）

### Vシネマ
- やくざの憲法 赤字破門（2003年）
- 首領への道外伝 白虎会見参（2004年）
- 最後の神農(テキヤ)（2004年）
- 実録・不退の松葉（2005年）全2作
- 実録・暴走族 SPECTER（2005年）
- 実録・暴走族 ルート20（2005年）
- 抗争 暴力団VSギャング（2005年）
- 首領がゆく（2006年）
- 実録・暴走族 日韓連合 小さな巨人 野山榮澤（2006年）
- 実録・暴走族 ブラックエンペラーレディース（2006年）
- 実録・暴走族 極悪 二代目（2007年）
- 修羅の血涙（2007年）
- 実録・国粋 竜侠（2007年）
- 極道(やくざ)な月（2007年）
- 汚れた代紋（2007年）
- 実録・暴走族 最後のギャング 関東連合ブラックエンペラー五代目（2008年）
- 関西極道 流血の抗争史（2008年）
- 新まるごし刑事!（2009年）全2作
- 千年の松（2008年・2009年）全2作
- 兄弟の墓場（2010年）